# Kip
Kip (lao. ກີບ) – jednostka monetarna używana w Laosie. Dzieli się na 100 atów.
W 1979 roku nastąpiła w Laosie reforma walutowa. 100 starych kipów zastąpiono 1 nowym. Notowania (na dzień 5 stycznia 2014): 1 USD = 8035 LAK, 1 PLN = 2619 LAK.